# Le Magicien (film, 1898)
Le Magicien je francouzský němý film z roku 1898. Režisérem je Georges Méliès (1861–1938). Film trvá zhruba jednu minutu a jedná se o jeden z Mélièsových filmů jako Le cauchemar nebo Le Manoir du diable, využívající tzv. stop-trik při natáčení.

## Děj
Kouzelník vyčaruje stůl s bednou. Postaví se před ní a skočí na ní. Z bedny vyleze Pierot, který se posadí ke stolu. Během okamžiku se stůl prostře, ale když se chce Pierot najíst, židle a stůl s jídlem zmizí. Zatímco se Pierot diví, za jeho zády se objeví muž oblečený v alžbětínském dubletu. Když se ho muž dotkne, z Pierota se stane sochař, před kterým se zjeví několik živých ženských soch. Kdykoliv chce nějakou obejmout, tak zmizí. Na závěr se znovu objeví muž v dubletu, který sochaře kopne do zadku.